# كولن فورسيث
كولن فورسيث (بالإنجليزية: Colin Forsyth)‏ هو لاعب دوري الرغبي بريطاني، ولد في 1947 في يورك في المملكة المتحدة، وتوفي في 31 مايو 2018.